# Manoir Le Gué du Berge
Le manoir Le Gué du Berge est un manoir situé à Thouarcé, en France.

## Localisation
Le manoir est situé dans le département français de Maine-et-Loire, sur la commune de Thouarcé.

## Historique
L'édifice est inscrit au titre des monuments historiques en 2006.